# 橫帶駝背非鯽
橫帶駝背非鯽，臺灣俗名皇冠六間，體橢圓型，最大特徵為雄魚成熟時突起隆高的頭部，幼年性別不易區分。鰓蓋、腹鰭、臀鰭及尾鰭為淡藍色，體側具有6條黑色橫帶，黑帶較白色為寬，呈現黑白相間的體色。成魚體長約33公分。

## 習性
分佈在東非地區的坦干依喀湖的北岸水深20－30公尺的水域中之熱帶淡水魚類，為雜食性，但特別喜好捕食貝類或其他小魚。 具強烈的領域性，喜歡躲藏於有裂隙的岩石洞穴，飼養空間需大。屬於口孵魚種，雌魚會照顧魚苗達6週之久，遇危險時會將幼魚含入口中。

## 飼養
皇冠六間飼養通常為單養或一對，因為地域性強必須飼養六隻以上，飼養六隻以下容易互相攻擊死亡。飼養水質需在pH 8.5－9之間，GH（水質軟硬度）10，KH（碳酸鹽硬度）9－15較佳。
混養成功例子是很多，但通常混養同為坦湖的其他魚種，且須較大量混養（15隻左右）以分散互相的攻擊力。因皇冠六間成長速度慢與攻擊性沒其他於種強，所以混養時皇冠六間需要比其餘混養魚體型較大。

## 外部連結
- 台灣魚類資料庫
- 橫帶駝背非鯽的图片 （页面存档备份，存于）